# Абдуллах ібн Туркі
Абдуллах ібн Туркі (араб. عبد الله بن تركي بن عبد الله آل سعود،; д/н — після 1871) — 8-й емір Неджду з серпня до жовтня 1871 року. Відомий також як Абдуллах IV.

## Життєпис
Походив з династії Саудитів. Молодший син еміра Туркі ібн Абдуллаха і Аль-Джавхари бінт Ібрагім ібн Фархан Аль-Сауд. Відомостей про нього обмаль. Ймовірно після 1843 року обіймав посади намісника, але не певно. У серпні 1871 року, скористався складною ситуацією свого небожа еміра Сауда ібн Фейсала, повалив того.
Стикнувся з численними ворогами: на півдні небожем Абдуллахом, на сході — Саудом ібн Фейсалом, на півночі — османські загони і небіж Мухаммед ібн Фейсал. Зрештою 15 жовтня того ж року Абдуллаха ібн Туркі було повалено Абдуллахом. Його подальша доля невідома.